# Serralleria March

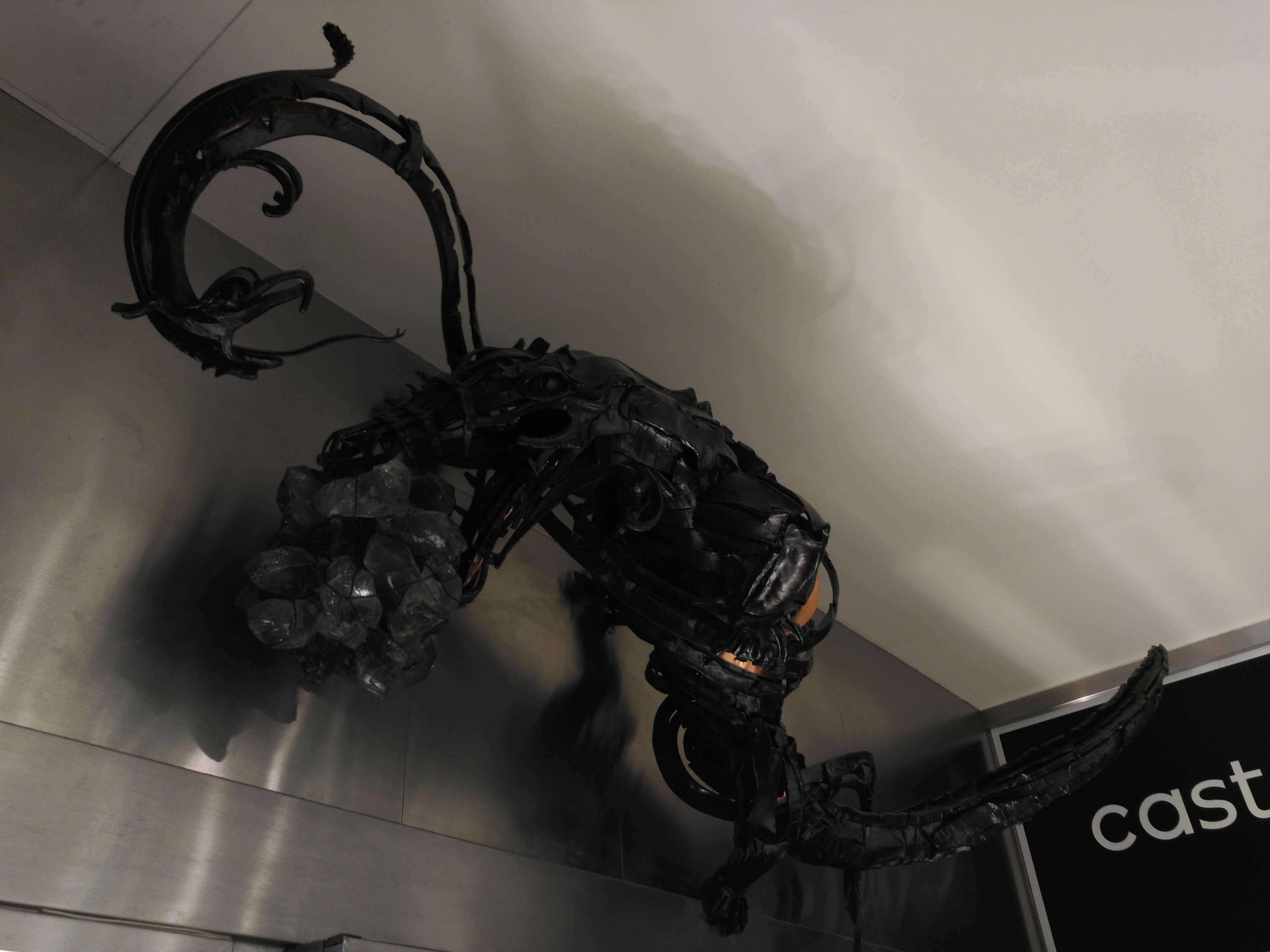
Fanal en forma de drac realitzat amb ferro forjat obra de Rafel Codina

La Serralleria March és una serralleria fundada, inicialment al carrer Barcelona de Mataró l'any 1904 per Antoni March Volart (1884-1968), que va ser aprenent de serraller en plena època del Modernisme, moviment artístic en el qual el ferro forjat era un important element decoratiu. Antoni March va realitzar treballs de forja artística com ara diversos motius escultòrics en comerços del centre de la ciutat, com a la botiga La Confianza, dissenyada per Josep Puig i Cadafalch. També va treballar per a Lluís Bonet i Garí, especialment en elements de forja a la masoveria, el jardí i la capella de Can Garí, a Argentona. L'any 1925 la ubicació de la serralleria va canviar, traslladant-se al número 301 del Camí Ral.
Joaquim March i Banqué va continuar el negoci familiar realitzant nous treballs de forja que encara decoren diversos establiments de Mataró com són un rellotge de ferro forjat que podem trobar en un restaurant proper a la serralleria, o el drac de ferro forjat que encara podem veure a la façana de la mateixa serralleria. Tot i així en encarregar-se del negoci l'any 1968, la serralleria es va centrar en projectes de caràcter industrial.

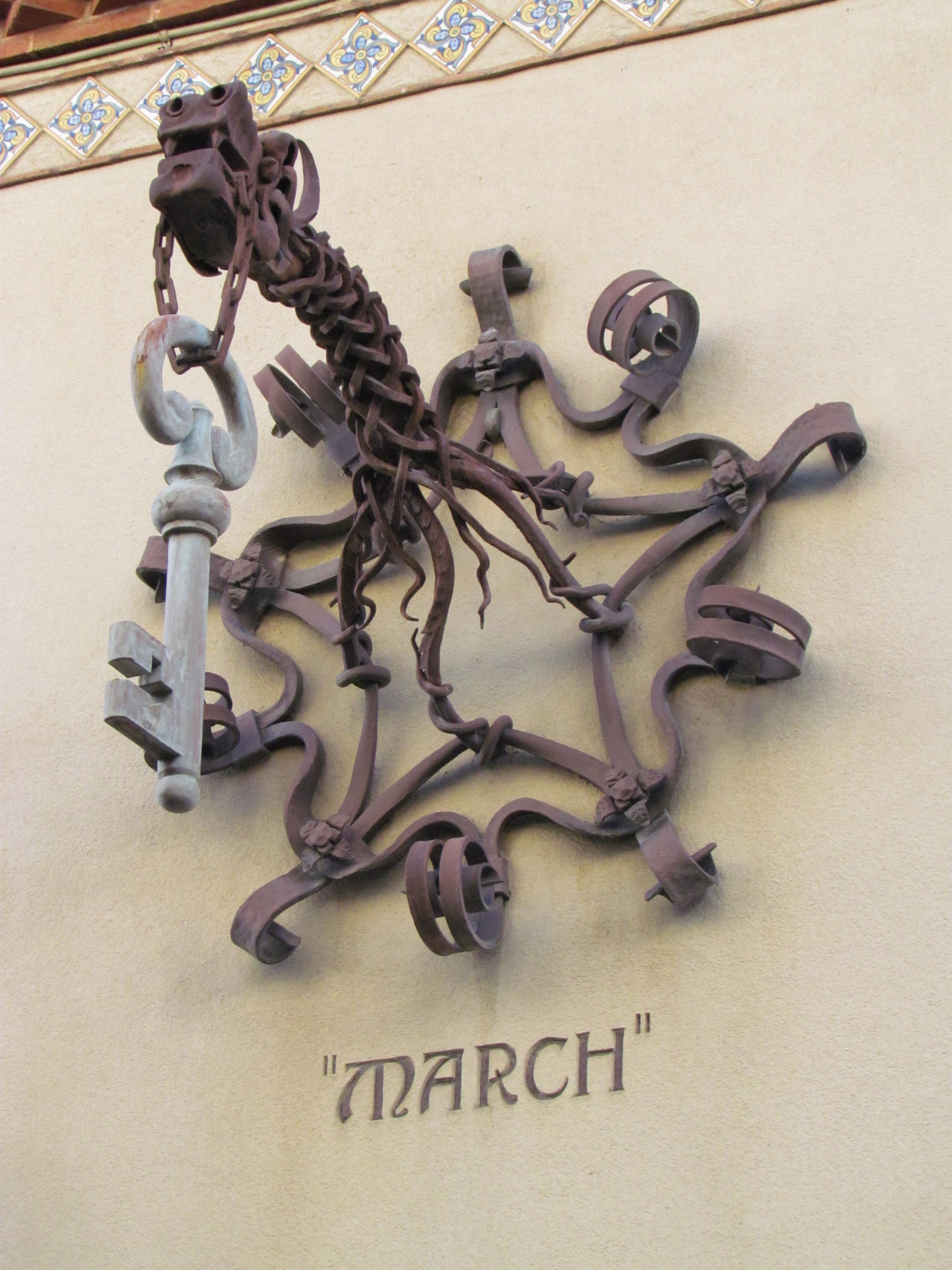
Drac de ferro forjat, obra de Joaquim March

Per la seva banda, Rafel Codina March, nebot de Joaquim March, es va fer càrrec del negoci l'any 1993 recuperant una vessant artística a la serralleria. Ha realitzat diverses obres escultòriques en ferro forjat que es poden veure en diversos comerços de la ciutat, com un gran fanal en forma de drac a la sabateria Castellsaguer, així com obres diverses obres de caràcter privat. Paral·lelament, Pol Codina Font ha estat l'autor de grans escultures com ara, juntament amb el seu pare, El peix del Maresme.
Recentment, la Serralleria March ha estat distingida amb el guardó Cultura Mataró en la categoria Trajectòria per haver dedicat més de cent anys a l'elaboració de forja artística a la ciutat de Mataró. A més, és un dels pocs tallers de serralleria artística que actualment perviuen a Catalunya.